# アメリカ平和研究所
アメリカ平和研究所（アメリカへいわけんきゅうじょ、英語: United States Institute of Peace、USIP）は、アメリカ合衆国議会が資金提供している、アメリカの独立した非営利の国立研究所である。世界中の紛争の解決と予防を促進することを目的としている。外交、調停、その他の平和構築の活動に従事している個人に研究、分析、トレーニングを提供している。
国立平和アカデミー設立の提案が長年続いた後、アメリカ平和研究所（USIP）は1984年にロナルド・レーガン大統領が署名した議会立法によって設立された。同機関は公式には非党派的かつ独立しており、外部からの影響を防ぐために議会からの歳出のみを通じて資金を受け取っている。同研究所は、国防長官、国務長官、国防大学校長を含む15名の委員からなる超党派の理事会によって運営されている。残りの12名の委員は大統領によって任命され、上院によって承認される。
アメリカ平和研究所本部はワシントンD.C.のFoggy Bottom地区のリンカーン記念堂とベトナム戦争戦没者慰霊碑の近くにある。現在、約300人の職員を擁しており、設立以来65,000人以上の専門家を訓練してきた。
2025年2月19日、ドナルド・トランプはアメリカ平和研究所を含む複数の組織を「法律の範囲内で最大限まで廃止する」大統領令14217号「連邦官僚制の削減を開始」に署名した。2025年3月、Mooseを含む平和研究所の取締役会の大部分がトランプにより解雇され、Kenneth Jacksonが代理所長に指名された。イーロン・マスクが率いる政府効率化省（DOGE）が平和研究所の建物内部へ立ち入り、Jacksonを所長に据えた。平和研究所は、DOGEによる建物への侵入は違法であるとして係争中である。